# Georgeta Damian
Georgeta Damian, també coneguda com a Georgeta Damian-Andrunache o Georgeta Andrunache, (Botoşani, Romania 1976) és una remadora romanesa, guanyadora de sis medalles olímpiques.
Formada al Clubul Sportiv Scolar din Botosan, l'any 1996 va fitxar pel Dinamo de Bucarest. Entre 1991 i 1996 va formar part dels equips juvenils i júnior de la selecció romanesa, debutant en categoria absoluta el 1997. Especialista en el vuit amb timoner i en dos sense timoner, va guanyar cinc Campionats del Món i tres d'Europa. Va participar en quatre Jocs Olímpics (Sidney 2000, Atenes 2004, Beijing 2008 i Londres 2012) aconseguint cinc medalles d'or (dos en vuit amb timoner i tres en dos sense timoner) i una medalla de bronze (vuit amb timoner). Juntament amb Steve Redgrave i Elisabeta Lipă, és una de les esportistes que han guanyat cinc medalles d'or als Jocs Olímpics en la competició de rem. Després dels Jocs Olímpics de Londres 2012, va retirar-se de la competició.
Entre d'altres distincions, va ser nomenada millora remera del 2003 per la Federació de Rem Romanesa, i l'any 2008 va rebre l'Orde Nacional Estrella de Romania en el rang de cavaller.

## Palmarès
Jocs Olímpics
- 1 medalla d'or en dos sense timoner als Jocs Olímpics de Sidney 2000
- 1 medalla d'or en vuit amb timoner als Jocs Olímpics de Sidney 2000
- 1 medalla d'or en dos sense timoner als Jocs Olímpics d'Atenes 2004
- 1 medalla d'or en vuit amb timoner als Jocs Olímpics d'Atenes 2004
- 1 medalla d'or en dos sense timoner als Jocs Olímpics de Beijing 2008
- 1 medalla de bronze en vuit amb timoner als Jocs Olímpics de Beijing 2008

Campionats del Món
- 2 medalles d'or en dos sense timoner als Campionats del Món de rem: 2001 i 2002
- 1 medalles d'argent en dos sense timoner als Campionats del Món de rem: 1997
- 2 medalles de bronze en dos sense timoner als Campionats del Món de rem: 2003 i 2007
- 3 medalles d'or en vuit amb timoner als Campionats del Món de rem: 1997, 1998 i 1999
- 3 medalles d'argent en vuit amb timoner als Campionats del Món de rem: 2001, 2003 i 2007

Campionats d'Europa
- 1 medalla d'or en dos sense timoner als Campionats d'Europa de rem: 2008
- 2 medalles d'or en vuit amb timoner als Campionats d'Europa de rem: 2007 i 2012